# Ciklezonid
Ciklezonid je kortikosteroidno zdravilo za zdravljenje obstruktivnih bolezni dihal, ki se predpisuje odraslim in otrokom starejšim od 12 let. Otrokom, mlajšim od 12 let, se zdravilo ne sme predpisovati in je uporaba odsvetovana saj niso poznani neželeni učinki tega zdravila. V ZDA in Kanadi ga tržijo pod imeni Alvesco za zdravljenje astme in Omnaris/Omniair za zdravljenje senenega nahoda.